# Чудненки
Чудне́нки — деревня в Ферзиковском районе Калужской области России. Входит в состав сельского поселения «Деревня Бронцы».

## История
В XVIII веке деревня входила в состав Ферзиковской волости Калужского уезда.
По данным на 1896 год, в деревне Чудненки проживало 30 мужчин и 36 женщина (всего 66 человек). Расстояние от города до деревни составляло 38 вёрст (около 40,5 км).
В Списке населённых пунктов Калужской губернии 1914 года деревня числится с проживающими 32 мужчиной и 58 женщинами (всего 90 человек). Расстояние от деревни до губернского города составляло 41 версту (около 43,7 км).

## География
Чудненки находятся южнее административного центра Ферзиковского района — села Ферзиково.